# Открытый чемпионат Китая по снукеру 1997
Открытый чемпионат Китая по снукеру 1997 (англ. China Challenge 1997, также известен как Catch China Challenge 1997 — по названию спонсора) — пригласительный снукерный турнир, который проходил с 17 по 20 сентября 1997 года в Пекине (Китай). Победителем турнира стал Стив Дэвис, обыгравший в финале Джимми Уайта со счётом 7:4.

## Высший брейк
- 147 — Джеймс Уоттана (четвертьфинал)

## Результат финального матча
Стив Дэвис 7:4 Джимми Уайт 